# 244932 Melies
244932 Melies este o planetă minoră (asteroid) din centura de asteroizi. A fost descoperită pe 15 decembrie 2003 la Saint-Sulpice de Bernard Christophe⁠(d). 
Obiectul prezintă o orbită caracterizată de o semiaxă mare de 2,7586172791145 UAi, o excentricitate de 0,14, o înclinație de 1,5 ° în raport cu ecliptica.